# Fungia tenuis
Fungia tenuis là một loài san hô trong họ Fungiidae. Loài này được Dana mô tả khoa học năm 1846.